# Bureba
La Bureba est une comarque située au nord-est de la province de Burgos, dans la communauté autonome de Castille-et-León (Espagne). Elle est délimitée au nord par Merindades, à l'est par la comarque de l'Èbre, au sud-est par Montes de Oca et au sud-ouest par Alfoz de Burgos (en).

## Municipalités
La comarque compte 44 municipalités. Le chiffre entre parenthèses est le nombre de sous-entités de la municipalité concernée.
- Abajas
- Aguas Cándidas (2)
- Aguilar de Bureba
- Alcocero de Mola
- Bañuelos de Bureba
- Los Barrios de Bureba (4)
- Berzosa de Bureba
- Briviesca (4)
- Busto de Bureba
- Cantabrana
- Carcedo de Bureba (2)
- Carrias
- Cascajares de Bureba
- Castil de Peones
- Cubo de Bureba
- Fuentebureba (1)
- Galbarros (3)
- Grisaleña
- Llano de Bureba
- Miraveche
- Monasterio de Rodilla
- Navas de Bureba
- Oña (12)
- Padrones de Bureba
- Piérnigas
- Poza de la Sal (2)
- Prádanos de Bureba
- Quintanabureba
- Quintanaélez (1)
- Quintanavides
- Quintanilla San García
- Reinoso
- Rojas
- Rublacedo de Abajo (1)
- Rucandio (5)
- Salas de Bureba
- Salinillas de Bureba (2)
- Santa María Rivarredonda (1)
- Santa Olalla de Bureba
- Vallarta de Bureba
- La Vid de Bureba
- Vileña
- Villanueva de Teba
- Zuñeda